# Tecnológico de Antioquia
El Tecnológico de Antioquia (en castellà: Tecnológico de Antioquia - Institución Universitaria -, TdeA), també conegut oficialment com a Tecnológico de Antioquia, és una institució d'educació superior de Colòmbia, situada en el departament d'Antioquia, que ofereix programes de formació tècnica, tecnològica i professional. La seva seu principal es troba a Robledo, a la ciutat de Medellín. Actualment el Tecnològic és considerat un dels millors instituts universitaris del país.